# Christenzionisme
Christenzionisme is de opvatting dat alle Joden moeten terugkeren naar het 'Heilige Land' voorafgaande aan de wederkomst van Jezus.
John Nelson Darby (1800-1882) trok op grond van zijn eigen Bijbelstudies bovenstaande conclusie. Ook Anthony Shaftesbury (1801-1885) die zijn millennialistische perspectieven goed vond combineren met de belangen van het Britse Empire sluit hierop aan. Als derde grondlegger kan William Blackstone (1841-1935) worden genoemd, een Amerikaanse evangelist die met Bijbelse argumenten persoonlijke druk uitoefende op de atheïstische Theodor Herzl (1860-1904) om toch vooral geen andere plaats op aarde voor zijn nieuwe staat uit te kiezen dan het 'Heilige Land', omdat daar de eindtijd zich diende te voltrekken. Volgens de anglicaanse theoloog Naim Ateek leidt het premillennialisme tot op de dag van vandaag tot ‘bekrompen, exclusieve, xenofobische paradigma’s’.
In Nederland was op de evangelicale televisiezender Family7 de prediker Jan van Barneveld (overleden in 2022) een promotor van het eindtijddenken en het christenzionisme. Door zich uitsluitend te beroepen op letterlijke Bijbelteksten en door die futuristisch te interpreteren. Er wordt bijvoorbeeld verondersteld dat de Bijbel een veldslag bij Armageddon zou voorzeggen waarmee de eindtijd wordt ingeluid. Het blijft in deze aanname meestal onbelicht, dat die veldslag in de tekst van de auteurs van de Bijbelboeken een historische referentie vormt aan de vele veldslagen van Megiddo die daar al hadden plaatsgevonden, zoals die in de 15e eeuw v.Chr. tussen het Egyptische rijk van Thoetmosis III en een Kanaänitische coalitie onder leiding van de prins van Kadesj.
De politieke betekenis van christenzionistische verwachtingen, is vandaag de dag gelegen in hun invloed binnen christelijk rechts en het neoconservatisme in de Verenigde Staten, omdat die openstaan voor interpretaties waarin een speciale rol wordt toegekend aan de huidige staat Israël. Dit vindt ook een plaats binnen rechtse christelijke en populistische politieke partijen in Nederland en op de rechterflank van de protestantse kerken. De Britse evangelicale theoloog dr. Stephen Sizer geldt binnen en buiten evangelicale kringen als een van de bekendste critici van de diverse stromingen van het protestantse eindtijddenken en van het christenzionisme in het bijzonder. Sizer concludeert dat deze laatste (niet-joodse) zionistische stroming zich ten onrechte nog christelijk noemt, omdat ze niet meer de verlossing door Jezus Christus van alle mensen en volkeren als uitgangspunt neemt, maar die Verlossing voor zich uit is gaan schuiven en eigenmachtig is gaan voorspellen. Door een eigen reconstructie van letterlijke en niet contextueel begrepen Bijbelteksten, angstaanjagende toekomstvoorspellingen - die Sizer "futuristisch" pleegt te noemen - en door zich ideologisch te verbinden met sektarische, gewelddadige politieke vormen van joods religieus-zionisme onder Israëliërs, plaatsen ze zich volgens hem buiten de christelijke traditie.
Ook de Nederlandse christelijk-gereformeerde theoloog en oud-zendeling dr. Steven Paas heeft in zijn boeken "Christian Zionism Examined" (2012) en "Israëlvisies in beweging" (2014) de bijzondere fascinatie voor Israël op de rechterflank van het protestantisme geanalyseerd, zoals die bijvoorbeeld bestaat in de beweging Christenen voor Israël. Volgens Paas staat het Bijbelse geloof in het christenzionisme op de tocht, en de eenheid van de Bijbel en die van de kerk worden aangetast. Niet-Joodse en Joodse gelovigen in Christus worden er uit elkaar getrokken, alsof God met beide groepen een apart plan zou hebben. Paas ontkent dit en vindt daarom zending ook onder Joden niet ongeoorloofd. Hij vreest bovendien dat als de eschatologische scenario’s van christenzionisten niet uit blijken te komen, hun filosemitisme weleens zou kunnen omslaan in het omgekeerde, namelijk antisemitisme.
Christelijke theologen van Palestijns-Arabische afkomst, zoals de lutherse bevrijdingstheoloog Mitri Raheb, de rooms-katholieke theoloog Jamal Khader en de anglicaanse theoloog Ateek wijzen de zogenaamde Israëltheologie als 'landtheologie' ook van de hand. Christelijke 'landtheologen' zien in de oprichting van de staat Israël een vervulling van Gods beloften, maar in de ogen van deze theologen komt dit neer op een fundamentalistische legitimatie van de bezetting van hun land en heeft deze theologie invloeden ondergaan van een huns inziens verwerpelijke, ketterse chiliasme opvattingen.